# Rick Sanchez

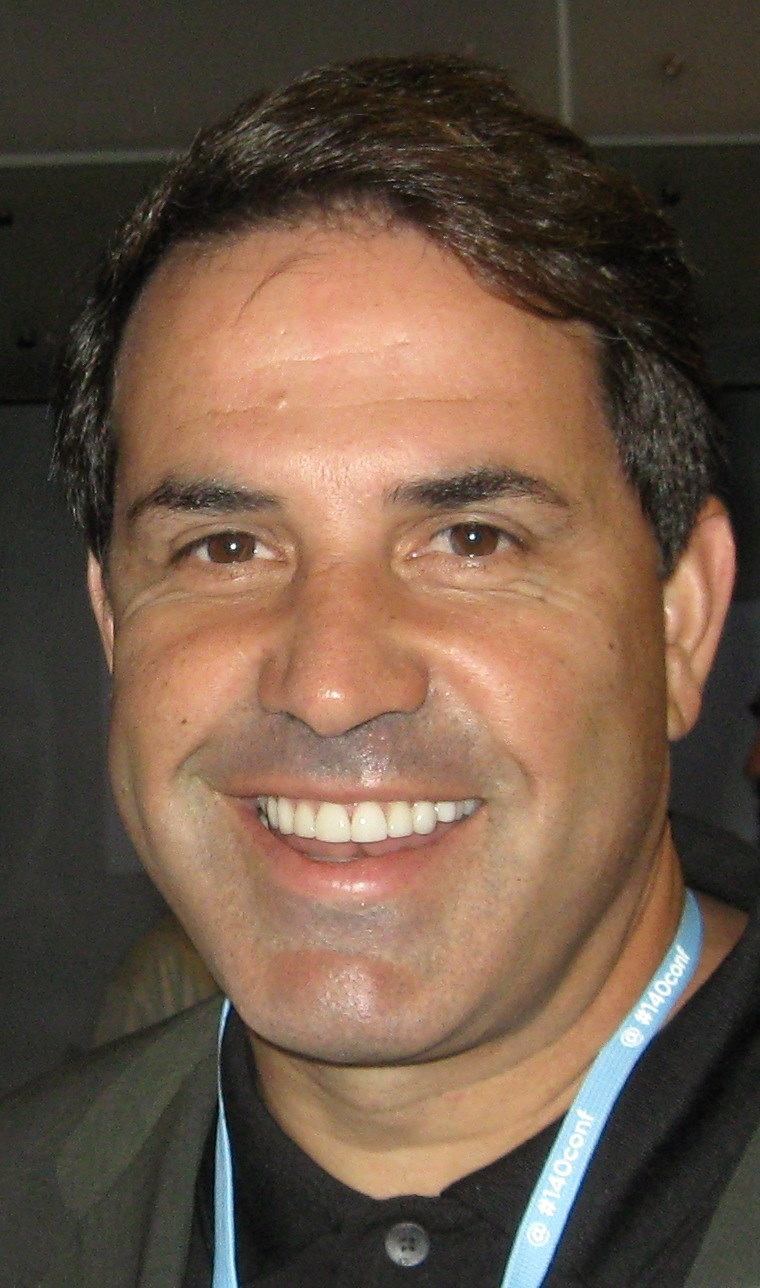
Rick Sanchez.

Ricardo León "Rick" Sánchez de Reinaldo, känd professionellt som Rick Sanchez, född 3 juli 1958 i Guanabacoa i provinsen Havanna, Kuba, är en kubansk-amerikansk journalist, författare och före detta TV-ankare.

## Karriär
Efter flera år som TV-ankare på Miami-kanalen WSVN bytte han jobb till MSNBC och därefter CNN. På CNN började han som korrespondent, men blev snart TV-ankare även där. Han var också värd för en egen show på CNN, Rick's List och medverkade även på Anderson Cooper 360° och CNN International, där han översatte mellan engelska och spanska. Den 1 oktober 2010 blev han avskedad från sin tjänst på CNN.